# Kolhonselkä
Kolhonselkä är en sjö eller del av sjön Puula i Finland. Den ligger i Kangasniemi kommun i Södra Savolax i den södra delen av landet, 210 km norr om huvudstaden Helsingfors. Kolhonselkä ligger 100 meter över havet. I omgivningarna runt Kolhonselkä växer i huvudsak blandskog.